# The Rollicking Rajah
The Rollicking Rajah è un cortometraggio muto del 1913. Il nome del regista non viene riportato nei credit del film.

## Produzione
Il film fu prodotto dalla Hepworth.

## Distribuzione
Distribuito dalla Hepworth, il film - un cortometraggio - uscì nelle sale cinematografiche britanniche nel 1913.
Si conoscono pochi dati del film che venne distrutto nel 1924 dallo stesso produttore, Cecil M. Hepworth. Fallito, in gravissime difficoltà finanziarie, Hepworth pensava in questo modo di poter almeno recuperare il nitrato d'argento della pellicola.